# Podole Małe
Podole Małe (deutsch Klein Podel) ist ein Dorf im Powiat Słupski (Kreis Stolp) der polnischen Woiwodschaft Pommern.

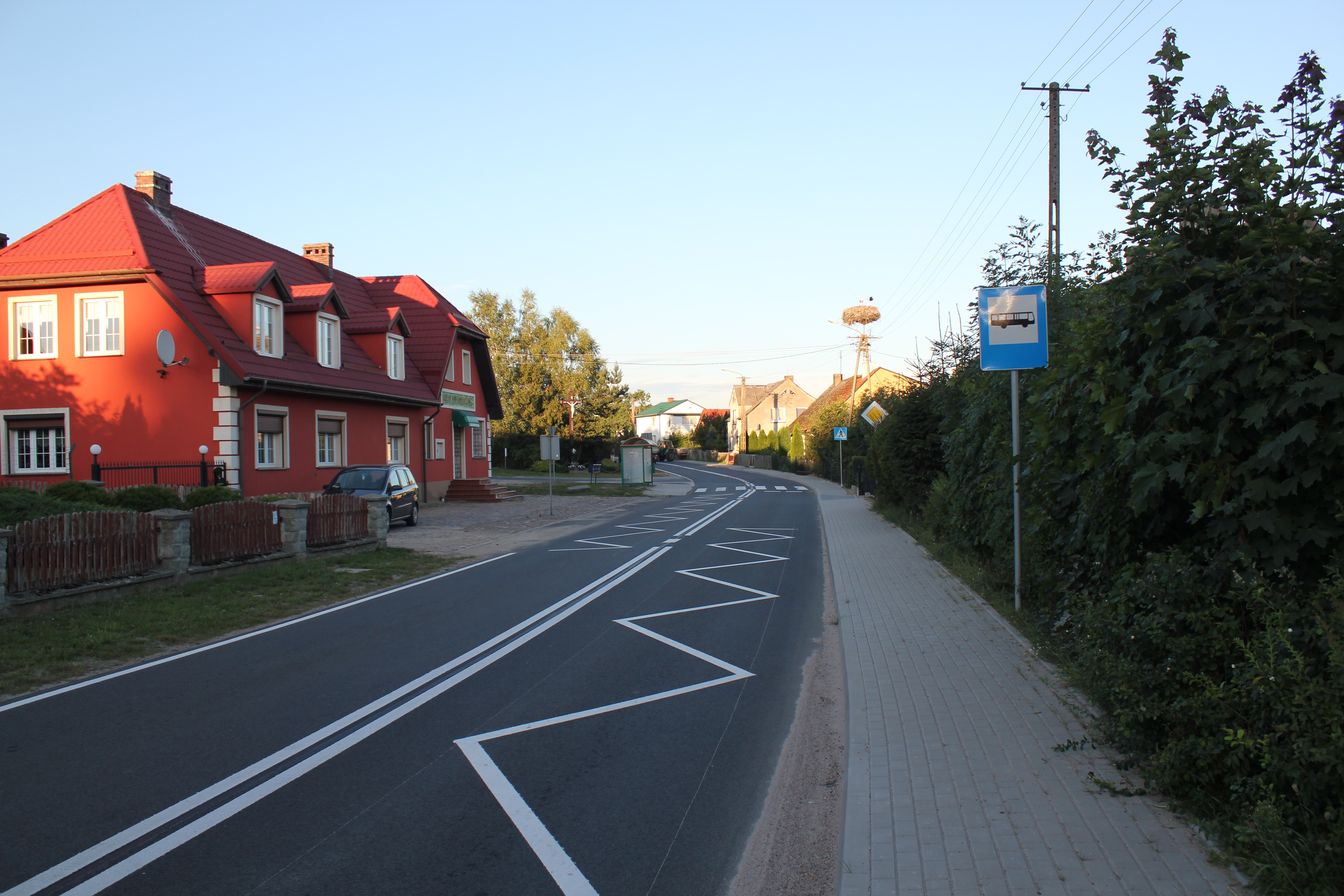
Podole Małe an der Kreisstraße Głobino – Podkomorzyce (Gumbin – Puttkamerhof).

## Geographische Lage
Podole Małe liegt in Hinterpommern, etwa 22 Kilometer südöstlich der Stadt Słupsk (Stolp) und 26 Kilometer nordnordwestlich der Stadt Bytów (Bütow). Das nächste Nachbardorf ist das etwa 1,5 Kilometer weiter westlich gelegene Kirchdorf Dobieszewo (Groß Dübsow).

## Geschichte
Die eine Hälfte des Gutes Klein Podel und die dazugehörige Hälfte des Gutes Daber waren ein Lehen der Familie Zitzewitz; später, im 18. Jahrhundert, waren sie Lehen der Familie Miltitz. Die andere Hälfte des Gutes war im 18. Jahrhundert ein Zitzewitzsches Lehen. Als erster Besitzer von Klein Podel mit dem Namen Zitzewitz wird im Jahr 1405 Mathias von Zitzewitz angegeben.
Um 1784 hatte Klein Podel zwei Vorwerke, drei Kossäten, drei Büdner, einen Schmied, einen Schulmeister und auf der Feldmark des Dorfs drei Katen, von denen der eine, Marzkaten genannt, zu Budow eingepfarrt war, und insgesamt 14 Haushaltungen. Im Jahr 1864 wird die Familie Zitzewitz als Besitzerin des Lehensgutes Klein Podel B bezeichnet. Nach mehreren Besitzerwechseln befand sich das Gut Klein Podel 1931 im Besitz der Deutschen Siedlungsgesellschaft GmbH; es wurde danach aufgesiedelt.
Im Jahr 1925 standen in Klein Podel 37 Wohngebäude. 1939 wurden 114 Haushaltungen und 430 Einwohner gezählt, und es gab 82 landwirtschaftliche Betriebe, einen Gasthof, eine Gemischtwarenhandlung, eine Spiritusbrennerei und mehrere Handwerksbetriebe.
Bis 1945 gehörte das Dorf Klein Podel zum Landkreis Stolp im Regierungsbezirk Köslin der Provinz Pommern. Die Gemeindefläche war 1.390 Hektar groß. In der Gemarkung Klein Podel gab es insgesamt vier Wohnorte:
- Forstarbeitergehöft Klein Podel
- Klein Podel
- Sorkow
- Vorwerk Daber

Gegen Ende des Zweiten Weltkriegs begaben sich die Dorfbewohner von Klein Podel am 8. März 1945 vor der herannahenden Roten Armee im Pferdewagen-Treck auf die Flucht. Bewohner, denen kein Fuhrwerk zur Verfügung stand, zogen mit Militäreinheiten der Wehrmacht in Richtung Gotenhafen. Der Treck zog auf verstopften Straßen über Malzkow, Lupow, Grumbkow und Darsin, wo er von sowjetischen Truppen überrollt wurde. Die Pferde wurden ausgespannt und konfisziert, und die Dorfbewohner mussten zu Fuß zurückkehren. Am 8. März wurde Klein Podel von sowjetischen Truppen besetzt. Anschließend wurde im Dorf eine sowjetische Kommandantur eröffnet. Etliche Dorfbewohner wurden von der Armee verschleppt und kehrten nicht mehr zurück. Nach Kriegsende wurde Klein Podel Teil Polens. Am 1. September 1945 trafen Polen ein, die im Dorf ebenfalls eine Kommandantur einrichteten. Polen übernahmen die Häuser und Gehöfte. Klein Podel wurde in Podole Małe umbenannt. Die deutschen Dorfbewohner wurden vertrieben. Der erste Transport ging am 6. November 1946, der zweite am 2. Januar 1947 und der dritte im Juli 1947. 
Später wurden in der Bundesrepublik Deutschland 234 und in der DDR 183 Dorfbewohner aus Klein Podel ermittelt.
Das Dorf hat heute etwa 260 Einwohner.

### Schule
Klein Podel erhielt am 1. Oktober 1932 eine eigene Schule.

### Kirche
Die vor 1945 in Klein Podel anwesende Bevölkerung war evangelischer Konfession. Im Jahr 1925 hatte Klein Podel einen Bewohner katholischer Religionszugehörigkeit. Klein Podel gehörte zum Kirchspiel Groß Dübsow und damit zum Kirchenkreis Stolp-Altstadt.